# Ричард де Монфор
Риша́р де Монфо́р (фр. Richard de Montfort; ум. 1092) — нормандский аристократ, сеньор де Монфор-л’Амори (c 1089 года).

## Биография
Ричард был старшим сыном Симона I де Монфора и его третьей супруги Агнессы, дочери Ричарда, графа д’Эврё. В 1089 году, после смерти единокровного брата Амори II, Ричард унаследовал сеньорию Монфор-л’Амори и некоторые владения в Иль-де-Франсе.
О Ричарде де Монфоре известно то, что он принял активное участие в междоусобной войне между графом д’Эврё и домом де Тосни, развернувшейся в начале 1090-х годах в центральной Нормандии. В этом конфликте Ричард принял сторону Вильгельма д’Эврё, своего дяди. В 1092 году Ричард де Монфор был убит стрелой при осаде Конша, одного из замков сеньоров де Тосни.
Сведений о наличии у Ричарда де Монфора супруги или детей не имеется. Сеньорию Монфор-л’Амори унаследовал его младший брат Симон II.